# کژچین
کژچین (به لهستانی:  Krzcin) یک روستا در لهستان است که در گمینا کوپژونگتسا واقع شده‌است.
 کژچین  ۵۶۵ نفر جمعیت دارد.